# 戰略事務局117號
戰略事務局117號（OSS 117）是由多產法國作家讓.布魯斯（Jean Bruce，1921-1963）所虛構的秘密特工——「休帕·柏尼所·德·拉巴特 （Hubert Bonisseur de La Bath）」的代號。拉巴特被描述為來自路易斯安那州的法國後裔，是一位美國上校。在服役於戰略情報局 （Office of Strategic Services，OSS）之後，拉巴特為中央情報局（CIA）工作，後轉任國家安全委員會（National Security Council, NSC），受命於史丹佛將軍之下。
布魯斯共撰寫了91本戰略事務局117號的小說，由法國弗勒夫·諾阿出版社以《諜報系列》發行，首部為《談天真少女》（Tu parles d'une ingénue），後更名為《戰略事務局117號》，於1949年出書，早於伊恩·佛萊明所撰的著名情報員詹姆斯·龐德（007）。第一部改編電影《OSS 117沒有死》（OSS 117 N'est Pas Mort）是在1957年由伊凡·德斯尼主演。
在讓·布魯斯於1963年一次捷豹跑車的車禍中死亡之後，一系列以此其小說所改編的歐洲諜報風格電影（主要由安德烈·於納貝勒執導）票房屢創佳績，獲得了成功。在這段期間，拉巴特主要由科文·馬修斯主演，然後由夫雷德里克·斯塔福德和約翰·加文所接續。
1966年，布魯斯的遺孀喬塞特·布魯斯（？-1996）繼續其夫之創作，寫了143篇相關小說，直到她去世，之後由她的兩個孩子續寫了24篇相關作品。最後出版的小說為1992年的《OSS 117奔逃無蹤》（OSS 117 Prend le Large）。
2000年以後的幾部以OSS 117為名之電影，如《OSS 117:里約諜影》（2009）或是《OSS 117:開羅謎團》（2006）都以原本小說的架構為模仿再創作的反諷幽默電影，形式滑稽，與過去電影風格迥異。電影反諷的對象與情結以史恩·康納來所主演的007電影為主軸。
現實中，代號117則分配給了戰略事務局的研究部主任威廉·蘭格（William L. Langer）。

## 改編電影
- 《OSS 117沒有死》（OSS 117 N'est Pas Mort） ，1956年，導演讓·薩沙（Jean Sacha）
- 《OSS 117：曼谷銀行》（Banco à Bangkok pour OSS 117），1964年，導演安德烈·於納貝勒
- 《OSS 117：巴伊亞之怒》（Furia à Bahia pour OSS 117），1965年，導演安德烈·於納貝勒
- 《OSS 117：勝利之心在東京》（Atout coeur  à Tokyo pour OSS 117），1966年，導演米歇爾·布瓦斯宏（Michel Boisrond）
- 《OSS 117：別給玫瑰》（Niente rose per OSS 117），1968年，導演倫佐·塞拉托（Renzo Cerrato）等人
- 《OSS 117放假去》（OSS 117 prend des vacances），1970年，導演皮埃爾·卡風（Pierre Kalfon）
- 《OSS 117殺死牛虻》（OSS 117 tue le taon），1971年，導演安德烈·勒魯（André Leroux）
- 《里約諜影》（OSS 117: Le Caire nid d'espions），2006年，導演米歇爾·阿扎那非休斯（Michel Hazanavicius）
- 《特務117之迷失里約》（OSS 117 : Rio ne répond plus），2009年，導演米歇爾·阿扎那非休斯
- 《特務117》（OSS 117: From Africa with Love），2021年，導演尼可拉斯·貝多（Nicolas Bedos）

## 外部連結
- 《OSS 117：開羅諜影》 電影官方網站 （页面存档备份，存于）
- 讓.布魯斯網 （页面存档备份，存于）
- 《OSS 117沒有死》 美國原版電影預告 （页面存档备份，存于）
- 《OSS 117：開羅諜影》IMDB資料  （页面存档备份，存于）